# Избавитель
«Избавитель» (сербохорв. Izbavitelj) — югославский научно-фантастический фильм, снятый режиссёром Крсто Папичем в 1976 году на студии «Кроација филм».
Фильм снят по мотивам рассказа «Крысолов» Александра Грина.

## Сюжет
Безработный писатель случайно узнаёт, что одна из разновидностей крыс, владеющих способностью превращаться в людей, объединилась, выдаёт себя за людей, незаметно и постепенно готовится к захвату нашего мира… Обнаружив, что их тайна раскрыта, крысы берут его в плен и доставляют к своему предводителю — Избавителю. Писателю удаётся сбежать, но позже он с удивлением понимает, что среди многих его друзей и знакомых, скрываются крысы под человеческими масками.

## В ролях
- Ивица Видович — Иван Гайский
- Мирьяна Мажурек — Соня Бошкович
- Релья Башич — Избавитель / Градоначальник
- Фабиян Совагович — Профессор Мартин Бошкович
- Илия Ивезич — начальник полиции
- Бранко Спольяр — Рупчич
- Петар Добрич — тамада на вечеринке
- Эдо Перосевич — полицейский
- Ана Герцегония — продавщица детской обучи
- Звонимир Ференциц — издатель
- Зденка Трах — хозяйка
- Борис Фестини — аптекарь
- Мирка Боман — ответственный за чистоту города

## Награды
- В 1982 году на фестивале кинофантастики Fantasporto в Порту фильм стал лауреатом Главного приза за лучший полнометражный фильм.
- Фильм в 1977 был номинирован в категории Лучший иностранный фильм на 49-й церемонии вручения премии Оскар от СФРЮ, но не прошёл отбора.
- В 1999 году по опросу хорватских кинокритиков, был признан одним из лучших фильмов в истории хорватского кино.